# Adolf Knoll
Adolf Knoll (17 marzo 1938 – Feldkirch, 21 settembre 2018) è stato un calciatore austriaco, di ruolo centrocampista.

## Carriera

### Club
Ha sempre giocato per club austriaci.

### Nazionale
Ha collezionato 21 presenze in Nazionale